# Eprhopalotus hansoni
Eprhopalotus hansoni är en stekelart som först beskrevs av Schauff 1991.  Eprhopalotus hansoni ingår i släktet Eprhopalotus och familjen finglanssteklar. Inga underarter finns listade i Catalogue of Life.